# Hopfensee
Hopfensee is een meer in de Duitse deelstaat Beieren. Het meer ligt in het district Ostallgäu.
Aan de noordoever ligt het kuuroord Hopfen am See, aan de oostoever is een camping gelegen.

Hopfensee, Allgäuer Alpen